# 極地鳥屬
極地鳥屬（學名：Polarornis）是雁形類（Anserimorphae）已滅絕的一個屬，屬維加鳥科，僅有Polarornis gregorii一種，其化石出土於南極洲西摩島Lopez de Bertodano組，年代為距今約6600萬年白堊紀晚期的馬斯垂克期。極地鳥最早於1988年由古生物學家桑卡爾·柯特吉發現，但直到2002年才正式描述發表，不過他在1997年便在其著作The Rise of Birds中使用了本屬的學名。

## 分類
柯特吉將極地鳥屬歸入潛鳥科，認為其為潛鳥較早分支的類群，許多學者認同此觀點，但也有人反對，例如傑拉爾德·梅爾即認為極地鳥的解剖特徵和其他潛鳥差異過大 。2017年一篇研究將極地鳥與同出土於南極的白堊紀鳥類維加鳥屬、智利出土的白堊紀鳥類Neogaeornis、紐西蘭出土的古新世鳥類南鳥屬（Australornis）一起歸入新科維加鳥科，為雁形類較早分支的演化支。

## 習性
極地鳥應為以魚類與無脊椎動物為食的水鳥，其生態棲位可能與潛鴨和黃昏鳥相似。有研究顯示極地鳥的股骨中心密實，不同於多數鳥類中空的股骨，顯示極地鳥應不具（或接近不具）飛行能力，與企鵝和黃昏鳥相仿。